# Кокарал
Кокарал (на казахски: Көкарал – Зелен остров) до 1973 г. е бивш остров в северната част на Аралско море. Територията принадлежи на Казахстан, попада в неговата Къзълординска област.
Площта му е достигала до 273 км² (1960), най-високата му точка е на хълма Даут. На северния бряг на острова се били разположени риболовните селища Кокарал, Аван и Акбасти.
Поради смаляването на Аралско море площта на острова е растявла и постепенно се е свързал със сушата от западната му страна, като е образувал полуостров. През 1987 г. се свързва със сушата откъм източния му край при протока Берг, което превръща полуострова в провлак, разделящ Северно Аралско море от Южно Аралско море.
Кокаралската стена през протока Берг е завършена през 2005 г. Тя спира преминаването на вода от Северно в Южно Аралско море и такава нивото на водите се увеличава в Северната част.